# Ocean Financial Centre
El Ocean Financial Centre es un edificio de oficinas de Singapur. Está siendo construido en el lugar del antiguo Ocean Building, que ha sido demolido. El nuevo edificio mantiene el nombre y muchos de los ocupantes del antiguo edificio de oficinas, y servirá principalmente como domicilio de corporaciones financieras.
El nuevo edificio incluirá unos grandes paneles solares y está situado al lado de las Ocean Towers y la Raffles Place MRT Station.
El 17 de octubre de 2011, K-REIT Asia adquirió el edificio a Keppel Land por más de S$2.000 millones.

## Galería

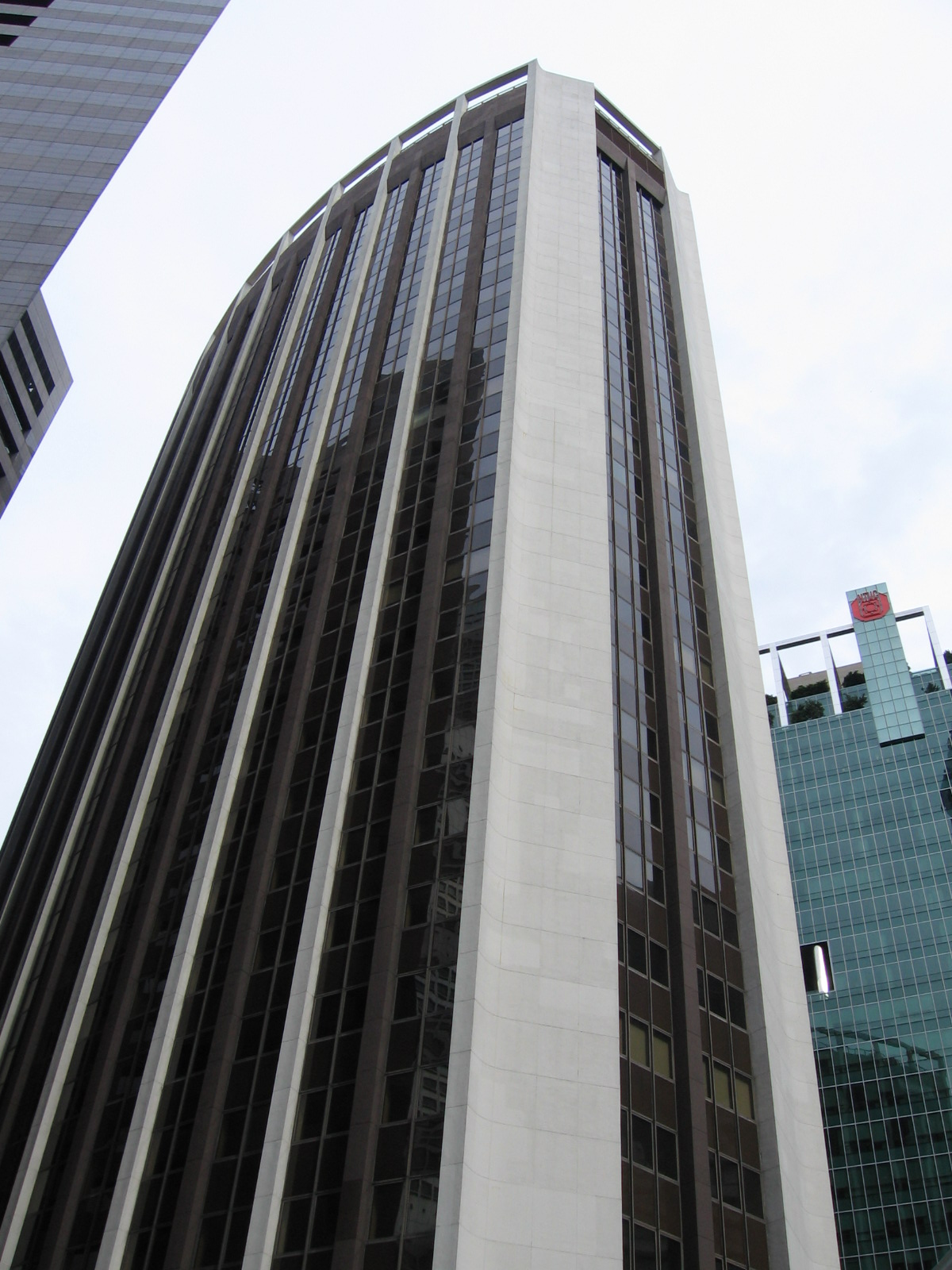
Ocean Building (en diciembre de 2005)
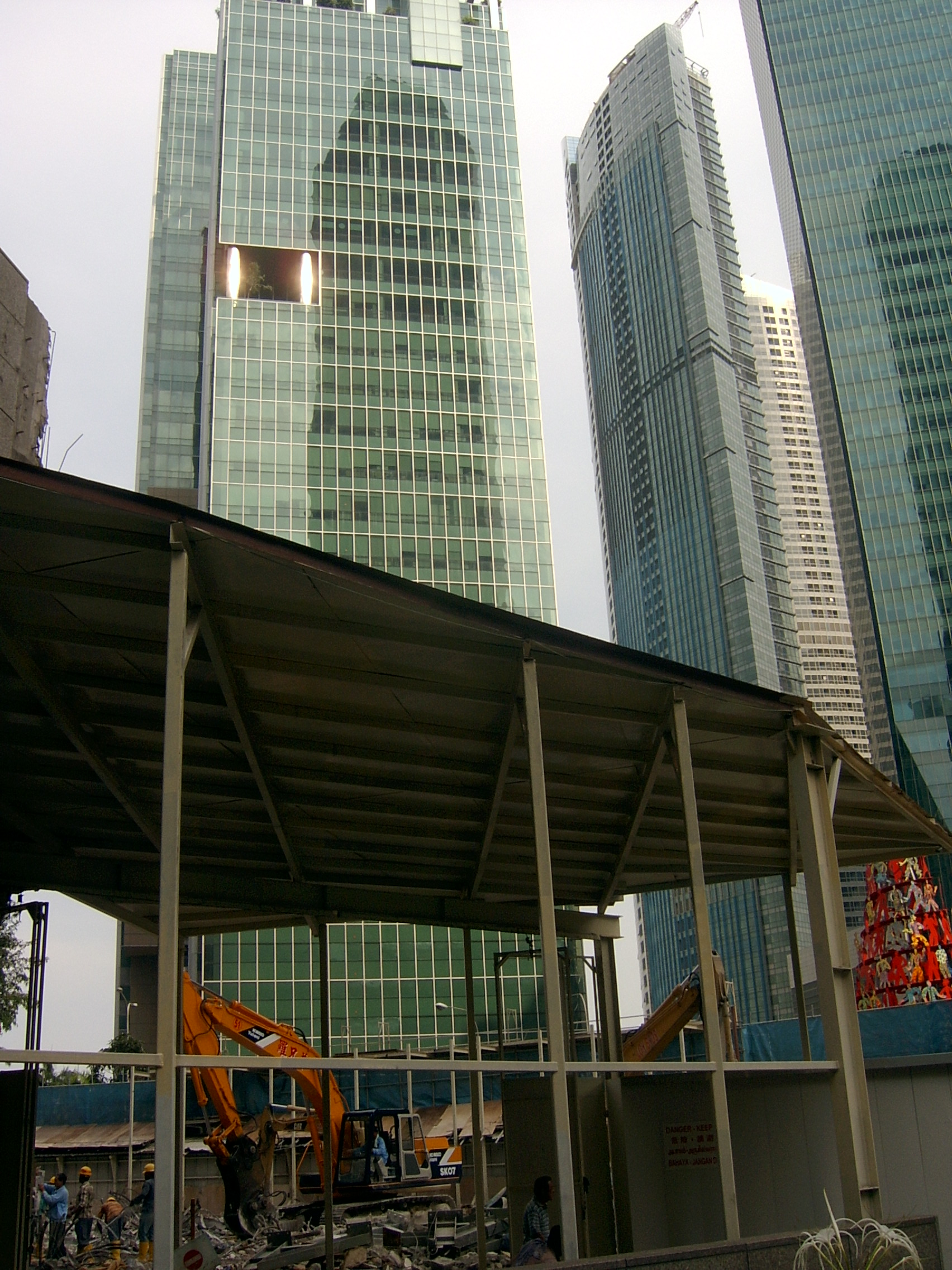
Demolición del edificio antiguo. The Sail@Marina Bay puede ser vista en el fonfo.
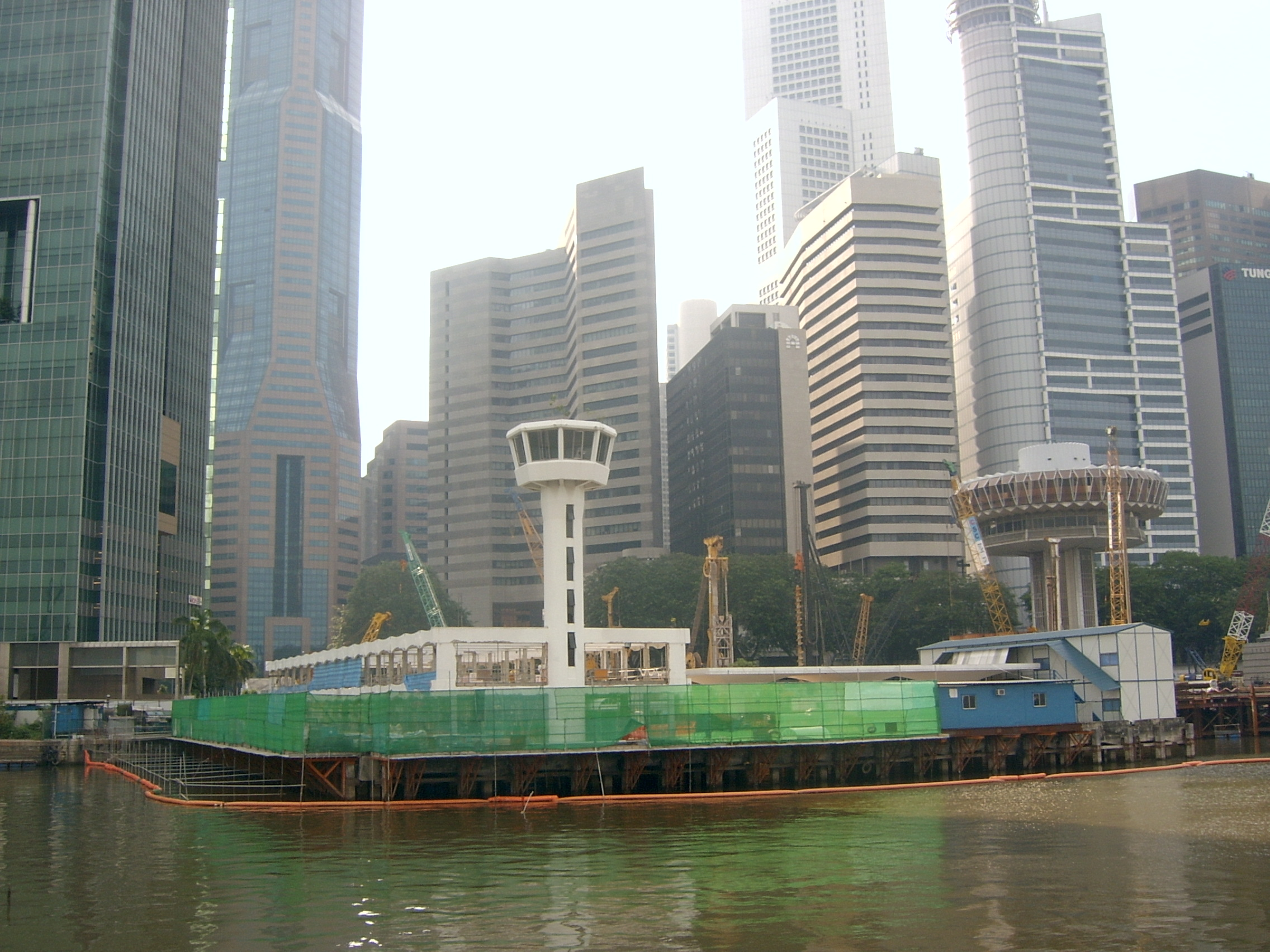
Detrás de la Customs House en primer plano están las Ocean Towers. Ocean Financial Centre ocupa ahora la parcela vacante a la izquierda de Ocean Towers, en frente de Republic Plaza.